# خوان مانوئل پرز
خوان مانوئل پرز (انگلیسی: Juan Manuel Pérez؛ زادهٔ ۱۴ اکتبر ۱۹۹۳) بازیکن فوتبال اهل آرژانتین است.